# Julio Cardeñosa
Julio Cardeñosa Rodríguez (Valladolid, 27 ottobre 1949) è un allenatore di calcio ed ex calciatore spagnolo.

## Carriera

### Giocatore

#### Club
Dopo aver giocato con il Real Valladolid, nella stagione 1974-1975 viene acquistato dal Real Betis, con cui debutta nella Primera División spagnola. Ben presto diventa un elemento irremovibile nella squadra andalusa, come testimoniano le oltre 400 partite (306 in campionato), terminandovi la carriera nel 1985.

#### Nazionale
Ha totalizzato 8 presenze con la Nazionale di calcio spagnola, esordendo nella partita Jugoslavia-Spagna (0-1) del 30 novembre 1977. Con le Furie Rosse ha anche preso parte sia al Campionato mondiale di calcio 1978 che al Campionato europeo di calcio 1980. Nel mondiale fu clamoroso un suo errore sottoporta contro il Brasile, quando - nonostante il perfetto assist aereo del compagno Santillana (che in piena area beffa il diretto marcatore e il portiere avversario Leao, offrendogli un pallone d'oro da spingere in rete -  Cardeñosa, dopo aver preso la mira, tira goffamente addosso all'ultimo difensore verdeoro piazzato sulla linea di porta. La partita terminerà 0-0 e il goal divorato si rivelerà decisivo per l'eliminazione della Spagna al primo turno.

### Allenatore
Dopo aver appeso le scarpe al chiodo intraprende la carriera di allenatore, sedendosi dapprima sulla panchina del Real Betis, per passare poi al Cordoba, e concludere in seguito ad un'esperienza con l'Écija Balompié.

## Palmarès

### Giocatore

#### Competizioni nazionali
- Coppa di Spagna: 1

Real Betis: 1976-1977